# عبد الكريم الجرادة
عبد الكريم سليمان الجرادة،لاعب كرة قدم سعودي.

## مسيرة اللاعب
مثل نادي الفيحاء في الفئات السنية و الفريق الأول و لعب بعدها مع نادي الزلفي ونادي ساجر ونادي اللواء.